# Johann von Fargel (Militär)

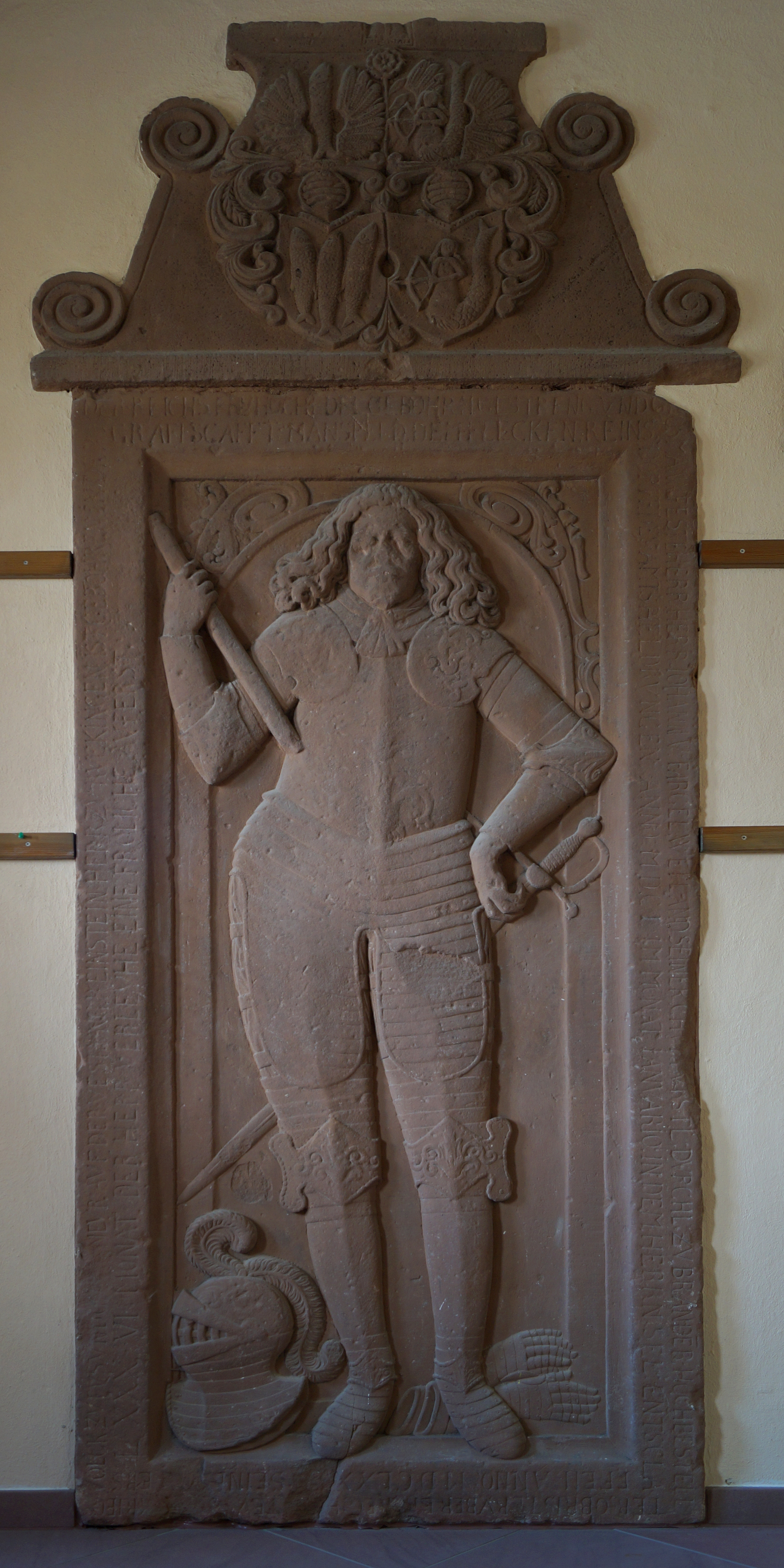
Epitaph Johann von Fargels in der Evangelischen Kirche Erlensee-Rückingen. Der Stein wurde nach dem Abriss der alten Kirche in die neue transloziert und befindet sich heute in der Vorhalle. Die Inschrift ist größtenteils unleserlich geworden.

Johann von Fargel (* 1601 in Reinsdorf, Grafschaft Mansfeld; † 6. August 1682 in Rückingen) war ein kurbrandenburgischer Obrist, Chef eines Regiments zu Fuß, sowie Gouverneur der Festung Reinstein und Erbherr auf Rückingen in der Grafschaft Hanau.

## Leben
Von 1642 bis 1644 war er als kaiserlicher Oberstleutnant der Kommandant auf Haus Angerort. In den Jahren 1655/1666 fiel ihm die Grundherrschaft über den Ort Rückingen bei Hanau zu. Fargel hatte nach Ende des Dreißigjährigen Kriegs von den Besitzerfamilien von Rüdigheim und von Rückingen Erbverträge erworben. Sein Sohn Johann Lukas heiratete 1670 außerdem Helena Albertina Catharina, Tochter des Joachim Philipp von Rückingen.
Johann von Fargel wurde am 16. Dezember 1665 kurbrandenburgischer Obrist. So warb er verschiedene Kompanien. 1669 errichtete er drei Kompanien bei Halberstadt, 1675 eine Esquadron Reiter in Berlin. Im gleichen Jahr erhielt er das Regiment „Fargel zu Fuß“. Er trat das Regiment 1679 an den Generalfeldmarschall Johann Georg von Anhalt ab.
Er nahm zwischen 1665 und 1682 an den Feldzügen der Brandenburger gegen die Schweden und Franzosen teil. Am 26. Februar 1670 wurde er in den Adelsstand erhoben.

## Familie
Er war mit Amalie von Bachmann († 26. August 1684) verheiratet. Sie war die Tochter von Adolf Bachmann, Landdinger zu Blanckenberg und Gertrud von Katterbach zu Dürresbach. Ihre Schwester Anna war mit Johann Wilhelm zu Neudorf genannt Ley verheiratet. Das Paar hatte folgende Kinder:
- Johann Lukas (* 1640; † 19. Mai 1679) Kommandant von Reinstein ⚭ 16. Februar 1670  Helena Albertina Catharina von Rückingen
- Adolf Andres  († 2. Januar 1670)
- Sara Catharina († 28. Dezember 1674) ⚭ Daniel von Schlabrendorf († 21. November 1680) (Bruder von Otto von Schlabrendorf)
- Anna Magaretha († 1644)
- Arnold Wilhelm († vor 1680)